# إس-25 بيركوت
إس-25 ، تم تسميتها في البداية باسم بيركوت ( الروسية: С-25 «Беркут» «بيركوت» (يعني النسر الذهبي بالإنجليزية) هو صاروخ موجه أرض-جو، وهو أول نظام دفاع جوي أرضي عامل في الاتحاد السوفيتي. في أوائل خمسينيات القرن الماضي، تم اختباره في قاعدة كابوستين يار الجوية. نُشر في عدة حلقات حول موسكو بدءًا من عام ١٩٥٥م، وأصبح جاهزًا للقتال في يونيو ١٩٥٦م. مع ذلك، فشل النظام في اكتشاف وتتبع واعتراض التحليق الوحيد فوق العاصمة السوفيتية موسكو لطائرة استطلاع يو-٢ في ٥ يوليو ١٩٥٦م.   استُخدم دفاعيًا فقط في موسكو؛ بينما استُخدم نظام إس-٧٥ دفينا (المعياري إس-٢) الأكثر قدرة على الحركة في جميع المواقع الأخرى تقريبًا. أُدخلت العديد من التحسينات على مدار عمره التشغيلي الطويل، واستُبدل النظام أخيرًا بنظام إس-٣٠٠ بي في عام ١٩٨٢م.

## خلفية
بعد نهاية الحرب العالمية الثانية بدأ الاتحاد السوفيتي بالعمل على تحسين دفاعات موسكو العاصمة ضد هجوم نووي محتمل من قبل قنابل استراتيجية أمريكية وبريطانية. تحت قيادة جوزيف ستالين تم إطلاق برنامج صاروخي يعتمد على التكنولوجيا العسكرية الألمانية مع دعمها بتحديث واسع من المدفعية المضادة للطائرات.
في عام 1958م، خلصت دراسة لجيش الولايات المتحدة إلى أن موسكو كانت لديها شبكات الدفاع الجوي الأكثر كثافة من أي موقع في ذلك الوقت. في حين أن السوفيت قاموا بتحسين المضادات للطائرات إلى جانب وجود برنامج واسع لتطوير طائرات الاعتراض، كان لدى ستالين اهتمام خاص بالصواريخ أرض-جو بناءً على حقيقة أن المدفعية المضادة للطائرات والمقاتلات الألمانية لم تفعل سوى القليل لتخفيف قصف الحلفاء على ألمانيا.
في عام 1950م، تم إطلاق برنامج Berkut («النسر الذهبي») تحت إشراف سيرجي بيريا (ابن لافرينتي بيريا ) والجنرال الرائد بافيل ن. كوكسينكو من المكتب الخاص رقم 1 (SB-1).  بعد وفاة ستالين في عام 1953م والصراع على السلطة اللاحق، تم فصل كل من س. بيريا وكوكسينكو واستبدالهما بالكسندر أ. راسبليتين كمدير وحيد للبرنامج، بينما تمت إعادة تسمية البرنامج نفسه إلى S-25 من أجل محو ذكرى لافرينتي بيريا (جاء الاسم الرمزي «Berkut» من اسمي بيريا وكوكسينكو). 

## المشغلين

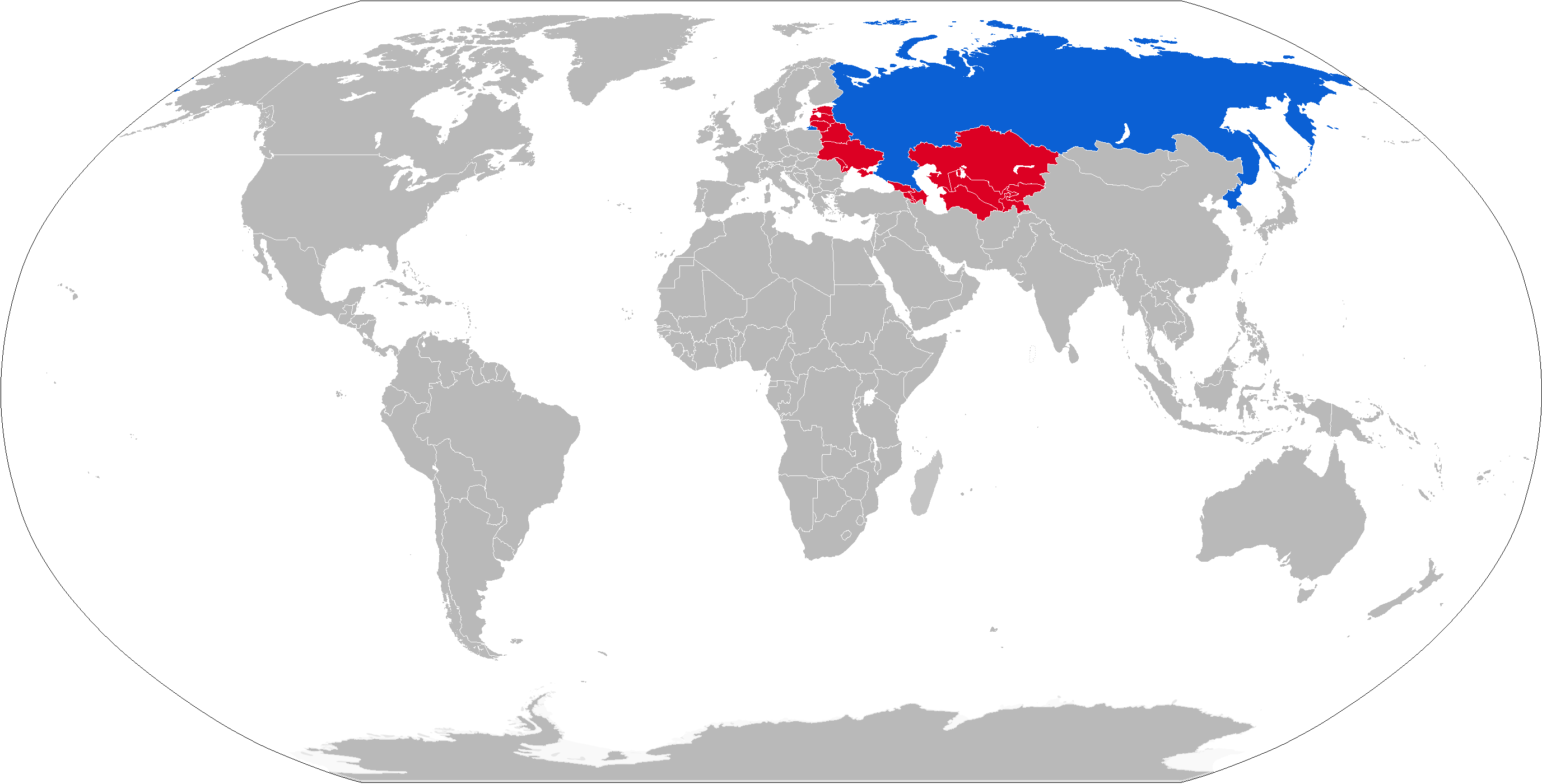
المشغلين

### حالي
- روسيا- تستخدمه حالياً كهدف لتدريب أنظمة SAM. [4][5][6]

### سابق
- الاتحاد السوفيتي - ظل في الخدمة حتى عام 1986م [7]